# Эврибат
Эврибат (др.-греч. Εὐρυβάτης, «ходящий на обширном пространстве; бывающий во многих местах») — персонаж поэмы Гомера «Илиада», вестник, глашатай. Под этим именем дважды упоминается вестник Агамемнона (I 320; IX, 170) и один раз итакийский глашатай (II 184). Последний упоминается Одиссеем и в другой гомеровской поэме:
С ним находился глашатай; немного постаре годами

Был он; его и теперь описать вам могу я: горбатый,

Смуглый, курчавые волосы, чёрная кожа на теле;

Звали его Еврибатом; его всех товарищей боле

Чтил Одиссей, поелику он ведал, сколь был он разумен.«Одиссея», XIX, 244-249, пер. В. А. Жуковского
В честь одного из этих Эврибатов назван астероид (3548) Эврибат.
Н. В. Брагинская выявила мифологические параллели между Эврибатом и ведийским Вишну-Уругаей («Широкошагающим»), а также Вишну-Ваманой («Карликом»), что позволяет говорить о древности данного образа, корни которого, вероятно, уходят в общеиндоевропейскую эпоху.